# Tournoi de Munich (judo)
Le Tournoi de Munich était une compétition de judo organisée tous les ans à Munich en Allemagne par l'EJU (European Judo Union). Il faisait partie de la Coupe du monde de judo masculine et féminine. Il cessa en 2001.

## Palmarès Hommes
| World Cup | World Cup           | World Cup         | World Cup          | World Cup         | World Cup            | World Cup       | World Cup             |
| Année     | -60 kg              | -66 kg            | -73 kg             | -81 kg            | -90 kg               | -100 kg         | +100 kg               |
| --------- | ------------------- | ----------------- | ------------------ | ----------------- | -------------------- | --------------- | --------------------- |
| 2001      | Cédric Taymans      | Hyung-Ju Kim      | Anatoly Laryukov   | Farkhad Turaev    | Yosvane Despaigne    | Michael Jurack  | Tamerlan Tmenov       |
| 2000      | Kazuhiko Tokuno     | Tomoo Torii       | Ferrid Kheder      | Makoto Takimoto   | Sven Helbing         | Sung-Ho Jang    | Vladimir Sanchez      |
| 1999      | Tokisada Tsutsumi   | Magomed Dzhafarov | Martin Schmidt     | Sergei Aschwanden | Mark Huizinga        | Kosei Inoue     | Tamerlan Tmenov       |
| 1998      | Manolo Poulot       | Hüseyin Özkan     | Daniel Fernandes   | Farkhad Turaev    | Kamol Muradov        | Ralf Koser      | Ernesto Perez         |
| Année     | -60 kg              | -65 kg            | -71 kg             | -78 kg            | -86 kg               | -95 kg          | +95 kg                |
| 1997      | Ryuji Sonoda        | Mitsutoshi Nanjo  | Jimmy Pedro        | Makoto Takimoto   | Marko Spittka        | Radu Ivan       | Naoto Yabu            |
| 1996      | Yacine Douma        | Hüseyin Özkan     | Martin Schmidt     | Dong-Sik Yoon     | Edelmar Branco Zanol | Axel Lobenstein | Selim Tataroglu       |
| 1995      | Tadahiro Nomura     | Dae-Ik Kim        | Jimmy Pedro        | Dong-Sik Yoon     | Hirotaka Okada       | Axel Lobenstein | Sergey Kosorotov      |
| 1994      | Hyuk Kim            | Peter Schlatter   | Yoshiko Hideshima  | Ki-Young Jeon     | Oleg Maltsev         | Marc Meiling    | Frank Moeller         |
| 1993      | Girolamo Giovinazzo | Udo Quellmalz     | Diego Brambilla    | Dong-Sik Yoon     | Masaru Tanabe        | Marc Meiling    | Hideyuki Sekine       |
| 1992      | Thierry Harismendy  | Eric Born         | Yukiharu Yoshitaka | Byung-Joo Kim     | Yoshio Nakamura      | Detlef Knorrek  | Naoto Yabu            |
| 1991      | Richard Trautmann   | Kyung-Hyung Yoon  | Vladimir Dgebuadze | Marko Spittka     | Axel Lobenstein      | Mike Hax        | David Khakhaleishvili |

## Palmarès Femmes
| World Cup | World Cup           | World Cup            | World Cup        | World Cup         | World Cup           | World Cup         | World Cup           |
| Année     | -48 kg              | -52 kg               | -57 kg           | -63 kg            | -70 kg              | -78 kg            | +78 kg              |
| --------- | ------------------- | -------------------- | ---------------- | ----------------- | ------------------- | ----------------- | ------------------- |
| 2001      | Alina Dumitru       | Inge Clement         | Sun Hui Kye      | Ylenia Scapin     | Ulla Werbrouck      | Sandra Borderieux | Simone Callender    |
| 2000      | Zhao Shunxin        | Legna Verdecia       | Driulis Gonzalez | Anna Saraeva      | Sibelis Veranes     | Uta Kuehnen       | Sandra Koeppen      |
| 1999      | Amarilis Savón      | Legna Verdecia       | Jessica Gal      | Anja Von Rekowski | Yvonne Wansart      | Noriko Anno       | Zhang Qingli        |
| 1998      | Frédérique Jossinet | Legna Verdecia       | Driulis Gonzalez | Gella Vandecaveye | Ylenia Scapin       | Diadenis Luna     | Hua Yuan            |
| Année     | -48 kg              | -52 kg               | -56 kg           | -61 kg            | -66 kg              | -72 kg            | +72 kg              |
| 1997      | Amarilis Savón      | Inge Clement         | Driulis Gonzalez | Kenia Rodríguez   | Min-Sun Cho         | Saki Yoshida      | Hua Yuan            |
| 1996      | Amarilis Savón      | Sook-Hee Hyun        | Driulis Gonzalez | Sung-Sook Jung    | Min-Sun Cho         | Ulla Werbrouck    | Monique van der Lee |
| 1995      | Frédérique Jossinet | Legna Verdecia       | Driulis Gonzalez | leana Beltran     | Min-Sun Cho         | Ulla Werbrouck    | Angelique Seriese   |
| 1994      | Amarilis Savón      | Sook-Hee Hyun        | Driulis Gonzalez | Gella Vandecaveye | Min-Sun Cho         | Ulla Werbrouck    | Angelique Seriese   |
| 1993      | Yumiko Eto          | Marie-Claire Restoux | Sun-Yong Jung    | Gella Vandecaveye | Min-Sun Cho         | Kate Howey        | Angelique Seriese   |
| 1992      | Ryoko Tani          | Jessica Gal          | Barbara Eck      | Hyun-Hee Jeon     | Odalis Revé Jiménez | Mi-Jung Kim       | Monique van der Lee |
| 1991      | Yolanda Soler       | Legna Verdecia       | Miriam Blasco    | leana Beltran     | Petra Wahnsiedler   | Mi-Jung Kim       | Claudia Weber       |